# 1967-es magyar férfi vízilabdakupa
A magyar férfi vízilabdakupa 1967-es kiírását a Ferencvárosi TC nyerte.

## Előselejtezők

### A csoport
| Csapat                | Mérk | Gy | D | V | G+ | G- | +/- | P |
| --------------------- | ---- | -- | - | - | -- | -- | --- | - |
| Tatabányai Bányász    | 4    | 4  | 0 | 0 | 19 | 10 | +9  | 8 |
| Tipográfia SK         | 4    | 3  | 0 | 1 | 26 | 17 | +9  | 6 |
| Postás                | 4    | 2  | 0 | 2 | 11 | 10 | +1  | 3 |
| Csatornázási Művek SK | 4    | 1  | 0 | 3 | 11 | 23 | −12 | 2 |
| Bp. Építők            | 4    | 0  | 0 | 4 | 14 | 21 | −7  | 0 |

|                       | TBSC | Tipo | Post | CSMSK | Bp. Ép. |
| --------------------- | ---- | ---- | ---- | ----- | ------- |
| Tatabányai Bányász    | –    | 6–2  | 1–0  | 6–4   | 6–4     |
| Tipográfia SK         | 2–6  | –    | 8–5  | 8–0   | 8–6     |
| Postás                | 0–1  | 5–8  | –    | 5–1   | 1–0     |
| Csatornázási Művek SK | 4–6  | 0–8  | 1–5  | –     | 6–4     |
| Bp. Építők            | 4–6  | 6–8  | 0–1  | 4–6   | –       |

- A Postástól egy büntetőpontot levontak.
- A Tatabánya-Postás és a Postás-Építők mérkőzéseket nem játszották le.

### B csoport
| Csapat              | Mérk | Gy | D | V | G+ | G- | +/- | P |
| ------------------- | ---- | -- | - | - | -- | -- | --- | - |
| Budai Spartacus     | 3    | 3  | 0 | 0 | 15 | 7  | +8  | 6 |
| Szegedi Egyetemi AC | 3    | 2  | 0 | 1 | 16 | 10 | +6  | 4 |
| Városi Tanács SK    | 3    | 1  | 0 | 2 | 11 | 13 | –2  | 1 |
| Ceglédi VSE         | 3    | 0  | 0 | 3 | 10 | 22 | –12 | 0 |

|                     | Spar | SZEAC | VTSK | CVSE |
| ------------------- | ---- | ----- | ---- | ---- |
| Budai Spartacus     | –    | 6–5   | 1–0  | 8–2  |
| Szegedi Egyetemi AC | 5–6  | –     | 6–2  | 5–2  |
| Városi Tanács SK    | 0–1  | 2–6   | –    | 9–6  |
| Ceglédi VSE         | 2–8  | 2–5   | 6–9  | –    |

- A Városi Tanács SK-tól egy büntetőpontot levontak.
- A VTSK-Budai Spartacus mérkőzést nem játszották le.
- A Képzőművész és a Bp. Vörös Meteor csapatát törölték.

### C csoport
| Csapat                   | Mérk | Gy | D | V | G+ | G- | +/- | P |
| ------------------------ | ---- | -- | - | - | -- | -- | --- | - |
| Hódmezővásárhelyi MEDOSZ | 4    | 4  | 0 | 0 | 20 | 10 | +10 | 8 |
| Vasas SC                 | 4    | 3  | 0 | 1 | 21 | 13 | +8  | 5 |
| MAFC                     | 4    | 2  | 0 | 2 | 22 | 21 | +1  | 4 |
| MTK                      | 4    | 1  | 0 | 3 | 17 | 22 | −5  | 1 |
| Siketek SC               | 4    | 0  | 0 | 4 | 12 | 26 | −14 | 0 |

|                          | Hódm | Vasas | MAFC | MTK | Siket |
| ------------------------ | ---- | ----- | ---- | --- | ----- |
| Hódmezővásárhelyi MEDOSZ | –    | 1–0   | 8–5  | 1–0 | 10–5  |
| Vasas SC                 | 0–1  | –     | 7–5  | 8–6 | 6–1   |
| MAFC                     | 5–8  | 5–7   | –    | 9–4 | 3–2   |
| MTK                      | 0–1  | 6–8   | 4–9  | –   | 7–4   |
| Siketek SC               | 5–10 | 1–6   | 2–3  | 4–7 | –     |

- Az MTK-tól és a Vasastól egy-egy büntetőpontot levontak.
- Az MTK-Hódmezővásárhely és a Vasas-Hódmezővásárhely mérkőzést nem játszották le.

## Selejtezők

### A csoport
| Csapat             | Mérk | Gy | D | V | G+ | G- | +/- | P |
| ------------------ | ---- | -- | - | - | -- | -- | --- | - |
| Ferencvárosi TC    | 3    | 3  | 0 | 0 | 21 | 5  | +16 | 6 |
| Szolnoki Dózsa     | 3    | 2  | 0 | 1 | 21 | 12 | +9  | 4 |
| Budai Spartacus    | 3    | 1  | 0 | 2 | 16 | 17 | –1  | 2 |
| Tatabányai Bányász | 3    | 0  | 0 | 3 | 4  | 28 | -24 | 0 |

|                    | 0FTC0 | Szolnok | B. Spar. | TBSC |
| ------------------ | ----- | ------- | -------- | ---- |
| Ferencvárosi TC    | –     | 7–2     | 6–3      | 8–0  |
| Szolnoki Dózsa     | 2–7   | –       | 7–5      | 12–0 |
| Budai Spartacus    | 3–6   | 5–7     | –        | 8–4  |
| Tatabányai Bányász | 0–8   | 0–12    | 4–8      | –    |

### B csoport
| Csapat        | Mérk | Gy | D | V | G+ | G- | +/- | P |
| ------------- | ---- | -- | - | - | -- | -- | --- | - |
| Csepel Autó   | 2    | 2  | 0 | 0 | 8  | 6  | +2  | 4 |
| Újpesti Dózsa | 2    | 1  | 0 | 1 | 9  | 3  | +6  | 2 |
| Vasas         | 2    | 0  | 0 | 2 | 4  | 12 | –8  | 0 |

|               | Csepel | Újpest | Vasas |
| ------------- | ------ | ------ | ----- |
| Csepel Autó   | –      | 3–2    | 5–4   |
| Újpesti Dózsa | 2–3    | –      | 7–0   |
| Vasas         | 4–5    | 0–7    | –     |

- A Szegedi Egyetemi AC visszalépett.

### C csoport
| Csapat        | Mérk | Gy | D | V | G+ | G- | +/- | P |
| ------------- | ---- | -- | - | - | -- | -- | --- | - |
| Bp. Honvéd    | 3    | 2  | 1 | 0 | 26 | 9  | +17 | 5 |
| Bp. Spartacus | 3    | 1  | 2 | 1 | 18 | 6  | +12 | 4 |
| BVSC          | 3    | 1  | 1 | 1 | 16 | 8  | +8  | 3 |
| Tipográfia    | 3    | 0  | 0 | 3 | 1  | 38 | –37 | 0 |

|               | BHSE | Bp. Spar | BVSC | Tipo |
| ------------- | ---- | -------- | ---- | ---- |
| Bp. Honvéd    | –    | 4–4      | 6–4  | 16–1 |
| Bp. Spartacus | 4–4  | –        | 2–2  | 12–0 |
| BVSC          | 4–6  | 2–2      | –    | 10–0 |
| Tipográfia    | 1–16 | 0–12     | 0–10 | –    |

### D csoport
| Csapat          | Mérk | Gy | D | V | G+ | G- | +/- | P |
| --------------- | ---- | -- | - | - | -- | -- | --- | - |
| Orvosegyetem SC | 2    | 2  | 0 | 0 | 16 | 11 | +5  | 4 |
| Egri Dózsa      | 2    | 1  | 0 | 1 | 12 | 11 | +1  | 2 |
| Vasas Izzó      | 2    | 0  | 0 | 2 | 8  | 14 | –6  | 0 |

|                 | 0OSC0 | Eger | Izzó |
| --------------- | ----- | ---- | ---- |
| Orvosegyetem SC | –     | 8–6  | 8–5  |
| Egri Dózsa      | 6–8   | –    | 6–3  |
| Vasas Izzó      | 5–8   | 3–6  | –    |

- A Hódmezővásárhelyi MEDOSZ visszalépett.

## Elődöntők
A csapatok a selejtezőből az egymás elleni eredményeket magukkal hozták.

### E csoport
| Csapat          | Mérk | Gy | D | V | G+ | G- | +/- | P |
| --------------- | ---- | -- | - | - | -- | -- | --- | - |
| Ferencvárosi TC | 3    | 3  | 0 | 0 | 16 | 6  | +10 | 6 |
| Csepel Autó     | 3    | 2  | 0 | 1 | 11 | 13 | –2  | 4 |
| Újpesti Dózsa   | 3    | 1  | 0 | 2 | 10 | 11 | –1  | 2 |
| Szolnoki Dózsa  | 3    | 0  | 0 | 3 | 12 | 19 | –7  | 0 |

|                 | 0FTC0 | Csepel | Újpest | Szolnok |
| --------------- | ----- | ------ | ------ | ------- |
| Ferencvárosi TC | –     | 6–2    | 3–2    | 7–2     |
| Csepel Autó     | 2–6   | –      | 3–2    | 6–5     |
| Újpesti Dózsa   | 2–3   | 2–3    | –      | 6–5     |
| Szolnoki Dózsa  | 2–7   | 5–6    | 5–6    | –       |

### F csoport
| Csapat          | Mérk | Gy | D | V | G+ | G- | +/- | P |
| --------------- | ---- | -- | - | - | -- | -- | --- | - |
| Bp. Spartacus   | 3    | 1  | 2 | 0 | 13 | 10 | +31 | 4 |
| Bp. Honvéd      | 3    | 1  | 2 | 0 | 14 | 13 | +1  | 4 |
| Orvosegyetem SC | 3    | 1  | 1 | 1 | 17 | 18 | –1  | 3 |
| Egri Dózsa      | 3    | 0  | 1 | 2 | 12 | 15 | –3  | 1 |

|                 | Bp. Spar | BHSE | 0OSC0 | Eger |
| --------------- | -------- | ---- | ----- | ---- |
| Bp. Spartacus   | –        | 4–4  | 7–4   | 2–2  |
| Bp. Honvéd      | 4–4      | –    | 5–5   | 5–4  |
| Orvosegyetem SC | 4–7      | 5–5  | –     | 8–6  |
| Egri Dózsa      | 2–2      | 4–5  | 6–8   | –    |

## Döntő
A csapatok az elődöntőből az egymás elleni eredményeket magukkal hozták.
| Csapat          | Mérk | Gy | D | V | G+ | G- | +/- | P |
| --------------- | ---- | -- | - | - | -- | -- | --- | - |
| Ferencvárosi TC | 3    | 3  | 0 | 0 | 15 | 6  | +9  | 6 |
| Bp. Spartacus   | 3    | 1  | 1 | 1 | 10 | 11 | –1  | 3 |
| Csepel Autó     | 3    | 1  | 0 | 2 | 10 | 13 | –3  | 2 |
| Bp. Honvéd      | 3    | 0  | 1 | 2 | 9  | 14 | –5  | 1 |

|                 | 0FTC0 | Bp. Spar | Csepel | BHSE |
| --------------- | ----- | -------- | ------ | ---- |
| Ferencvárosi TC | –     | 5–2      | 6–2    | 4–2  |
| Bp. Spartacus   | 2–5   | –        | 4–2    | 4–4  |
| Csepel Autó     | 2–6   | 2–4      | –      | 6–3  |
| Bp. Honvéd      | 2–4   | 4–4      | 3–6    | –    |

A Ferencváros játékosai: Ambrus Miklós, Steinmetz János, Bányai Miklós, Szívós István, Felkai László, Kárpáti György, Csikány József, Laukó Álmos, Kövecses Zoltán, Kásás Zoltán, Edző: Gyarmati Dezső